# Renault
Renault Group, Группа «Рено́» — французская автомобилестроительная корпорация, основанная в 1899 году. Штаб-квартира компании находится в городе Булонь-Бийанкур, недалеко от Парижа. Входит в Альянс Renault–Nissan–Mitsubishi. В списке крупнейших публичных компаний мира Forbes Global 2000 за 2022 год Renault заняла 644-е место.

## История
Компания Renault Frères («Братья Рено») была основана в 1899 году Луи, Марселем и Фернаном Рено. Первоначально компания занималась сборкой автомобилей из готовых комплектующих, но вскоре начала внедрять собственные разработки, Луи Рено получил более 700 патентов. Уже в 1901 году компания была восьмым крупнейшим автопроизводителем в мире, специализируясь на небольших и недорогих машинах. Росту компании способствовало то, что Луи и Марсель были успешными гонщиками, однако в 1903 году Марсель погиб в гонке Париж — Мадрид и Renault на несколько лет прекратила участие в соревнованиях. В 1905 году компания получила крупный заказ на 250 автомобилей Renault AG1 для создания парка такси в Париже; вскоре эта модель начала экспортироваться и широко использовалась в качестве такси во многих городах мира от Мехико до Мельбурна. В годы Первой мировой войны компания была важным производителем вооружений, в частности авиационных двигателей и лёгких танков.
В межвоенные годы Renault оставалась среди лидеров французского автомобилестроения, но начала отставать по техническим инновациям. В конце Второй мировой войны Луи Рено был арестован по обвинению в сотрудничестве с нацистами и умер в тюрьме, а компания была национализирована. Во главе компании в послевоенные годы был поставлен Пьер Лефошо (Pierre Lefaucheux), а позже Пьер Дрейфус (Pierre Dreyfus). Renault начала массовое производство небольших доступных автомобилей, первой в Европе освоив автоматизацию производства; основными моделями были Renault 4CV (с 1948 года) и Renault Dauphine (с 1956 года). В 1950-х годах компания начала создавать свою дилерскую сеть в США и других странах, к концу десятилетия став шестым крупнейшим автопроизводителем в мире.
В 1980 году за 500 млн долларов был куплен контрольный пакет акций компании American Motors, которая стала использоваться для расширения присутствия в США. Однако к середине 1980-х годов Renault начала нести крупные убытки, и компанию подвергали резкой критике за эти инвестиции, особенно французские коммунисты. В 1985 году главой компании был назначен Жорж Бесс, но улучшить положение компании он не смог, а в ноябре 1986 года был убит организацией «Прямое действие». Под руководством сменившего его Раймона Леви в марте 1987 года доля в American Motors была продана, также было проведено сокращение 30 тыс. рабочих.
В 1990 году Renault была преобразована в акционерное общество и началась постепенная приватизация, к 1995 году доля государства сократилась до 45%. В 1990-х годах уход из США и потерю позиций на внутреннем рынке компания компенсировала расширением присутствия в Китае, Турции, России, Чехии и Латинской Америке. В 1997 году Renault вернулась к прибыли, а в 1998 году выпустила 2,2 млн автомобилей, что стало рекордом для компании.
В 1999 году Renault купила 99% акций румынской компании Dacia, а также приобрела 36,8% компании Nissan в обмен на 15% своих акций. Вице-президент Renault Карлос Гон был переведён в Nissan, в результате чего находившаяся на грани банкротства японская компания была выведена из тяжёлого кризиса. В 2000 году была куплена 70-процентная доля в корейском автопроизводителе Samsung Motors. В 2001 году подразделение по производству грузовых автомобилей Renault Véhicules Industriels было продано компании Volvo.
В 2002 году команда Формулы-1 Benetton Renault получает официальное название Renault F1, в 2005 и 2006 годах эта команда выиграла чемпионат как в личном зачёте, так и в кубке конструкторов. Также в 2002 году Renault увеличила свою долю в Nissan. В 2005 году Карлос Гон стал президентом компании.
В 2008 году Renault приобрела блокирующий пакет акций ОАО «АвтоВАЗ» (25%). В 2011 году началось серийное производство электромобилей Fluence Z.E, Kangoo Z.E, Twizy и ZOE. В 2012 году Renault-Nissan сделала «АвтоВАЗ» своей дочерней структурой, увеличив долю до 67,13% акций.
В 2013 году в Китае было создано совместное предприятие Dongfeng Renault Automotive Company. В 2015 году с конвейера завода Renault в Москве сходит миллионный автомобиль. В 2016 году к альянсу Renault-Nissan присоединилась Mitsubishi Motors.
В 2020 году Renault объявила, что в следующие 3 года сократит 15 тыс. рабочих мест по всему миру, в том числе 4,6 тыс. во Франции из-за падении продаж, вызванного пандемией COVID-19. 14 января 2021 года глава Renault Лука де Мео презентовал руководству альянса Renault-Nissan-Mitsubishi план реструктуризации марки, который получил название «Ренолюция».

## Логотип
Наиболее известный символ «Рено» — вертикально вытянутый ромб, появившийся в 1925 году. Стиль его изображения дважды радикально изменялся — в 1972 и 1990 году. С 2004 года логотип получил жёлтый фон, в 2007 добавилась снизу надпись RENAULT.
На Женевском автосалоне 2015 года совместно с премьерой новых автомобилей Renault Espace и Renault Kadjar Renault представил новый фирменный стиль и логотип компании. Фон стал белым, появилась вертикальная жёлтая полоска в правой части логотипа, сам жёлтый цвет стал светлее. Ромб округлился и получил ярко выраженный световой блик. В нижней части логотипа расположился новый слоган компании — «Страсть к жизни» (англ. Passion for life). Надписи на логотипе выполнены новым фирменным шрифтом «Renault Life».
Очередная смена логотипа произошла в марте 2021 года. Основой фирменного знака остался ромб, но вместо «объёмного» он стал «плоским», монохромным. Изменилось графическое оформление логотипа.

## Собственники и руководство
Крупнейшие акционеры компании — правительство Франции (15,01%) и Nissan (15%).
Руководство
Председатель совета директоров:
- Луи Швейцер[англ.] (Louis Schweitzer) — с 29 апреля 2005;
- Жан-Доминик Сенар[фр.] (Jean-Dominique Senard, род. 3 июля 1953 года) — с 24 января 2019 года; до этого, с 2012 года возглавлял Michelin[12][13].

генеральный директор и президент:
- Луи Швейцер — 2001—2005 (президент)
- Карлос Гон (генеральный директор и президент) — до 2019 года
- Тьерри Боллоре[фр.] (Thierry Bolloré) — исполняющий обязанности с 24 января 2019 года[14]; 13 февраля Боллоре назначен председателем холдинговой компании Renault-Nissan BV[15].
- Клотильда Дельбо (Clotilde Delbos) — исполняющая обязанности с октября 2019 года.
- Лука де Мео[англ.] (Luca de Meo, род. 13 июня 1967 года) — с января 2020 года; до этого, с 2015 года, возглавлял SEAT)[16]

## Деятельность
Renault контролирует корейскую компанию Renault Korea Motors (80,1%), румынскую Dacia (99,43%) и владеет 43,4% акций японской компании Nissan Motor, более 50% российского «АвтоВАЗа», 3,1% компании Daimler и 20,5% шведской AB Volvo. Альянс Renault и Nissan (Renault-Nissan Alliance) по итогам 2009 года занимал четвёртое место в мире по выпуску автомобилей.
Компания выпускает автомобили под марками Renault, Samsung и Dacia. В модельный ряд входят легковые и коммерческие автомобили.
Renault занимается также производством моторов для других производителей, в том числе производством дизельных моторов для Mercedes Class C.
С 2001 года отделение, занимающееся грузовыми машинами, продано концерну Volvo с сохранением торговой марки Renault. Отделение, занимающееся автобусами, находится в собственности группы Irisbus.
В 2021 году продажи составили 2,696 млн автомобилей. Основными брендами были Renault (1,694 млн), Dacia (537 тыс.), LADA (385 тыс.), Samsung (57 тыс.), Jinbei&Huasong (16 тыс.), EVeasy (4 тыс.), Alpine (2,7 тыс.); 147 тыс. пришлось на электромобили.
Заводы группы имелись во Франции, Испании, Португалии, России (до 2022 года), Турции, Словении, Румынии, Индии, Китае, Республике Корея, Алжире, Марокко, Бразилии, Аргентине, Чили и Колумбии.
Основными рынками сбыта являются страны Европы (77% выручки). Основными рынками по количеству проданных автомобилей были Франция (521,7 тыс.), Россия (482,3 тыс.), Германия (177,8 тыс.), Италия (154,1 тыс.), Бразилия (127,2 тыс.), Турция (116,2 тыс.), Испания (115,5 тыс.), Индия (95,9 тыс.), Марокко (69,8 тыс.), Великобритания (68,3 тыс.), Республика Корея (61,1 тыс.), Польша (51,6 тыс.), Бельгия и Люксембург (51,1 тыс.), Румыния (48,3 тыс.), Колумбия (47,6 тыс.).
|                     | 2010  | 2011  | 2012  | 2013  | 2014  | 2015  | 2016  | 2017  | 2018  | 2019   | 2020   | 2021  |
| ------------------- | ----- | ----- | ----- | ----- | ----- | ----- | ----- | ----- | ----- | ------ | ------ | ----- |
| Оборот              | 38,97 | 42,63 | 41,27 | 40,93 | 41,06 | 45,33 | 51,24 | 58,77 | 57,42 | 55,54  | 43,47  | 46,21 |
| Чистая прибыль      | 3,420 | 2,092 | 1,772 | 0,586 | 1,890 | 2,823 | 3,419 | 5,114 | 3,302 | -0,141 | -8,008 | 0,888 |
| Активы              | 70,11 | 72,93 | 75,41 | 74,99 | 81,55 | 90,61 | 102,1 | 109,9 | 115,0 | 122,2  | 115,7  | 113,7 |
| Собственный капитал | 22,76 | 24,57 | 24,55 | 23,21 | 24,90 | 28,47 | 30,90 | 33,44 | 36,15 | 35,33  | 25,34  | 27,89 |
| Рын. капитализация  |       | 7,925 | 12,03 | 17,29 | 17,90 | 27,39 | 24,99 | 24,81 | 16,13 | 12,47  | 10,58  | 9,033 |

### Современный модельный ряд Renault

#### Автомобили сДВС
- Renault Kadjar
- Renault Scénic, Renault Grand Scénic
- Renault Talisman, Renault Talisman Estate
- Renault Koleos
- Renault Espace — сегмент E (бизнес-класс)
- Renault Kangoo — минивэн
- Renault Trafic Combi, Renault Trafic Spaceclass , Renault Trafic Spacenomad — пассажирская версия

#### Электромобили
- Renault Twizy
- Renault Twingo, Renault Twingo E-Tech — сегмент А (особо малый)
- Renault ZOE E-Tech

#### Гибридные автомобили с подзарядкой
- Renault Captur — сегмент J (компактный кроссовер)
- Renault Megane, Renault Mégane Estate — сегмент C (малый, средний)

#### Гибридные автомобили
- Renault Clio — сегмент B (малый)
- Renault Captur — сегмент J (компактный кроссовер)
- Renault Arkana

- Renault Mégane
- Renault Fluence
- Renault Captur, 2013
- Renault Espace 5, 2014
- Renault Kaptur, 2016

В России под маркой Рено также продаются автомобили Dacia:
- Renault Duster
- Renault Sandero, Sandero Stepway
- Renault Logan, Logan Stepway
- Renault Dokker

А также адаптированная под российский рынок версия Captur: Renault Kaptur.

#### Спортивные автомобили
- Renault Clio R.S.
- Renault Mégane R.S., Renault Mégane GT, Renault Mégane Estate GT
- Renault Arkana R.S.

#### Малые грузовые автомобили
- Renault Kangoo Express
- Renault Trafic
- Renault Master

### Concept Line
- Renault Z17
- Renault Nepta[англ.]
- Renault Grand Tour Concept
- Renault Megane Coupe Concept
- Renault Sand-up Concept
- Renault Ondelios Concept
- Renault Fluence Z.E[англ.]
- Renault Zoe Z.E Concept
- Renault Twizy Z.E Concept
- Renault Dezir[англ.]
- Renault Captur Concept
- Renault R-Space
- Renault Frendzy[англ.]
- Alpine A-110-50[англ.]
- Renault Initiale Paris Concept
- Renault Twin-Run Concept
- Renault Twizy R.S F1 Concept
- Renault Twin Z Concept
- Renault Eolab[англ.]
- Renault Duster OROCH Concept
- Renault Kwid Concept
- Renault Alpine Vision GT Concept
- Renault Sport RS 0.1
- Renault Trezor[англ.]
- Renault RS 2027 Vision
- Renault Symbioz
- Renault EZ[англ.]
- Renault K-ZE Concept
- Renault Megane eVision Concept
- Renault Morphoz[англ.]
- Renault 5 Prototype
- Renault Scenic Vision

## Renault в России

### До 1917 года
Впервые автомобили марки Renault появились в России ещё в начале двадцатого века: именно на них передвигалась по городу императорская семья. В 1916 году было создано акционерное общество «Русский Рено», в состав которого вошли заводы в Петрограде и Рыбинске. Правление общества располагалось в Петрограде на Английской набережной, 34. Основная продукция общества — автомобили, тракторы, аэропланы и двигатели.
Заводы были национализированы после революции. Политика СССР предусматривала развитие собственного автомобилестроения, но в 1960-х годах компания Renault возобновила сотрудничество с Москвой: открылось официальное представительство, а в 1970 году правительство СССР заключило с французским концерном соглашение о развитии автомобильной промышленности. Компания Renault сыграла заметную роль в модернизации завода «Москвич» и создании Камского автомобильного завода (КамАЗ) в 1960—70-е годы. К 1980 году около четверти советских автомобилей производились по технологии Renault.

### «Автофрамос»
- Renault Sandero Stepway 1-е поколение
- Renault Kaptur
- Renault Duster
- Принадлежащий Renault завод «Автофрамос» начал работу со сборки недорогого Renault Logan 1

В 1992—1993 годах компания Renault открыла свой первый российский офис в Москве, а в июле 1998 года было подписано соглашение с правительством Москвы о создании совместного предприятия «Автофрамос». Это название было скомпоновано из слов «авто», «Франция» и «Москва». Через год на базе завода АЗЛК (АЗ — Москвич) был открыт цех неполной сборки, который выпускал автомобили Renault Megane и Renault 19, а затем Clio Symbol. В 2003 году началось строительство завода полного цикла для производства Renault Logan, завершившееся в апреле 2005 г. Уже в 2006 году Logan стал самым продаваемым иностранным автомобилем в России. Доля Renault в капитале ОАО «Автофрамос» постепенно увеличивалась, пока в ноябре 2012 года не дошла до 100%. В июле 2014 года российское предприятие сменило название на ЗАО «Рено Россия», напрямую связав своё имя со славной историей компании.
1 марта 2010 года производственные мощности предприятия «Автофрамос» были увеличены вдвое (до 160 тыс. автомобилей в год), тогда же стартовало производство хетчбэка B-класса Renault Sandero, созданного на модернизированной платформе уже освоенного седана Renault Logan. Так называемая тестовая сборка хетчбэков в Москве стартовала в декабре 2009 года, первые товарные автомобили появились у российских дилеров весной 2010 года.
С 2011 на Автофрамосе налажена сборка компактного кроссовера Renault Duster.
Продажи автомобилей Renault в России в 2008 году составили 108,1 тыс. машин, в том числе 74,3 тыс. — Logan.

### Renault и АВТОВАЗ
В феврале 2008 года Renault приобрела блокирующий (25%), а в июне 2014 года — контрольный (50%) пакет акций ОАО «АвтоВАЗ». Ожидается, что Renault поможет реформировать российского автопроизводителя. По словам Кристиана Эстева, генерального директора Renault в России, на «АвтоВАЗе» планируется организовать производство автомобилей марок Renault, Nissan и LADA на базе единой платформы В0 (платформа Logan), а также производство своих бюджетных автомашин (в августе 2010 года проект получил товарное название LADA Granta и LADA Largus).
Вследствие войны России с Украиной, в мае 2022 года Renault передала свои активы в РФ в государственную собственность: доля в «АвтоВАЗе» перешла ФГУП «НАМИ», завод «Рено Россия» — городу Москве. В результате ухода из России автомобильная группа, как следует из отчетности компании, за первые шесть месяцев этого года получила чистый убыток в размере 2,3 млрд евро.

## Европейский автомобиль года
Renault шесть раз получал первую премию в номинации Европейский автомобиль года.
- 1966 — Renault 16
- 1982 — Renault 9
- 1991 — Renault Clio
- 1997 — Renault Scénic
- 2003 — Renault Mégane
- 2006 — Renault Clio

## Дочерние компании
Основные дочерние компании по состоянию на конец 2021 года:
- Renault s.a.s. (Франция)
  - RCI Banque S.A. (Франция)
  - Renault Retail Group (France) (Франция)
  - Renault España S.A. (Испания)
- Renault España Comercial S.A. (Испания)
- Renault Deutschland AG (Германия)
- Renault Italia S.p.A. (Италия)
- Revoz (Словения)
- Renault Finance SA (Швейцария)
- Renault UK Limited (Великобритания)
- Renault Belgique Luxembourg (Бельгия)
- Renault do Brasil (Бразилия)
- Renault Argentina (Аргентина)
- Renault Korea Motors (Республика Корея, 80,04%)
- Renault Algérie Spa (Алжир)
- Renault Commerce Maroc (Марокко, 80%)
- Renault Tanger Exploitation (Марокко)
- Oyak-Renault Otomobil Fabrikalari (Турция, 51%)
- SC Automobile Dacia SA (Румыния)
- CJSC Renault Russia (Россия)
- Renault India Private Limited (Индия)
- PAO AVTOVAZ (Россия,67,61%)